# Jak uczyłem się
Jak uczyłem się (ros. Как я учился) – autobiograficzne opowiadanie Maksima Gorkiego z 1918 roku. Skierowane jest głównie do dzieci i młodzieży i opowiada o procesie uczenia się Gorkiego i jego fascynacji książką.

## Historia publikacji
Po raz pierwszy opowiadanie zostało opublikowane 29 maja 1918 roku w dwóch gazetach: w numerze 102 gazety "Nowaja Żizn" pod tytułem "O knigach" ("O książkach"), oraz pod tytułem "Rasskaz" ("Opowiadanie") w gazecie "Kniga i Żizn".
Gorki zapowiedział publikację opowiadania dzień wcześniej w Petersburgu.
W 1922 roku opowiadanie zostało rozszerzone i wydane w formie książkowej.